# Hispaniella
Hispaniella é um género botânico pertencente à família das orquídeas (Orchidaceae).